# Lepilemur petteri
Lepilemur petteri  (лат.) — вид лемуров из семейства Лепилемуровые. Эндемик Мадагаскара. Назван в честь французского приматолога Жан-Жака Петтера).

## Описание
Внешне похож на вид Lepilemur leucopus, но немного больше его в размерах. Шерсть серая или коричневато-серая, брюхо и грудь светло-серые. Морда с круглыми светлыми отметинами вокруг глаз и под подбородком. Уши светлые, с тёмной, коричневато-серой оторочкой. Вес около 630 грамм, средняя длина тела 23,2 см, средняя длина хвоста 23,7 см.

## Распространение
Известен по образцам из заповедника Беза Махафали, к югу от реки Онилахи и к западу от рек Линта и Менарандра.